# Grand Prix de l'Escaut 2023
Pour la course féminine, voir Grand Prix de l'Escaut féminin 2023.
La 111e édition du Grand Prix de l'Escaut (en néerlandais : Scheldeprijs) a lieu le 5 avril 2023 en Belgique. Cette course cycliste fait partie du calendrier UCI ProSeries 2023 en catégorie 1.Pro.

## Présentation

### Parcours
Le départ a lieu à Terneuzen aux Pays-Bas et l'arrivée à Schoten en Belgique (province d'Anvers) après un parcours plat de 205,2 kilomètres. Les coureurs passent la frontière belgo-néerlandaise après 75 kilomètres. La course se termine par un circuit local de 16,7 kilomètres à accomplir trois fois. Ce circuit passe par la Broekstraat, un secteur pavé de 1700 mètres et la ligne d’arrivée se situe sur la Churchilllaan à Schoten, dans la banlieue nord-est de la ville d'Anvers.

### Équipes
21 équipes participent à ce Grand Prix de l'Escaut - 9 WorldTeams, 9 ProTeams et 3 équipes continentales :
| WorldTeams (9)- Bora-Hansgrohe - Cofidis - Intermarché-Wanty-Gobert Matériaux - Lotto-Soudal - Quick-Step Alpha Vinyl - BikeExchange-Jayco - Team DSM - Trek-Segafredo - UAE Team Emirates ProTeams (9)- Alpecin-Fenix - Arkéa-Samsic - B&B Hotels-KTM - Bardiani-CSF-Faizanè - Bingoal Pauwels Sauces WB - Sport Vlaanderen-Baloise - Team Novo Nordisk - TotalEnergies - Uno-X Pro Cycling Team Équipes continentales (3)- BEAT Cycling - EvoPro Racing - Minerva Cycling Team |
| |

### Favoris
Les principaux favoris du Grand Prix de l’Escaut 2023 sont Mathieu van der Poel et Jasper Philipsen (Alpecin-Deceuninck), Alexander Kristoff (Uno-X), Dylan Groenewegen (Jayco AlUla), Fabio Jakobsen (Soudal Quick-Step), Caleb Ewan (Lotto Dstny), Sam Welsford (DSM) et Gerben Thijssen (Intermarché-Circus-Wanty). Philipsen (2021), Kristoff (2015 et 2022), Ewan (2020) , Jakobsen (2018 et 2019) et Mark Cavendish (2007, 2008 et 2011) sont d'anciens vainqueurs de la course présents au départ.

## Récit de la course
Dès le début de la course, une échappée de sept hommes fait la course en tête. Les quatre derniers membres de cette échappée (les Belges Cériel Desal, Ruben Apers, l'Italien Filippo Ridolfo et le Néerlandais Bram Dissel) sont repris par le peloton à quatre kilomètres de l'arrivée. Les derniers kilomètres sont rapidement menés par les différents trains de sprinteurs. Le sprint est remporté par Jasper Philipsen (Alpecin Deceuninck) qui franchit la ligne avec une bonne longueur d'avance sur Sam Welsford (DSM) et Mark Cavendish (Astana).

## Classements

### Classement final
| \| Classement général \| Classement général \| Classement général \| Classement général \| Classement général \| \| Coureur \| Coureur \| Pays \| Équipe \| Temps \| \| ------------------ \| ------------------ \| ------------------ \| ------------------------ \| ------------------ \| \| 1er \| Jasper Philipsen \| Belgique \| Alpecin-Deceuninck \| 4 h 25 min 38 s \| \| 2e \| Sam Welsford \| Australie \| Team DSM \| + 0 s \| \| 3e \| Mark Cavendish \| Royaume-Uni \| Astana Qazaqstan Team \| + 0 s \| \| 4e \| Dylan Groenewegen \| Pays-Bas \| Team Jayco AlUla \| + 0 s \| \| 5e \| Gerben Thijssen \| Belgique \| Intermarché-Circus-Wanty \| + 0 s \| \| 6e \| Edward Theuns \| Belgique \| Trek-Segafredo \| + 0 s \| \| 7e \| Max Walscheid \| Allemagne \| Cofidis \| + 0 s \| \| 8e \| Caleb Ewan \| Australie \| Lotto Dstny \| + 0 s \| \| 9e \| Itamar Einhorn \| Israël \| Israel-Premier Tech \| + 0 s \| \| 10e \| Giacomo Nizzolo \| Italie \| Israel-Premier Tech \| + 0 s \| |                   |             |                          |                 |
| |                   |             |                          |                 |
| Source : ProCyclingStats |                   |             |                          |                 |
| Classement général |                   |             |                          |                 |
| Coureur | Coureur           | Pays        | Équipe                   | Temps           |
| 1er | Jasper Philipsen  | Belgique    | Alpecin-Deceuninck       | 4 h 25 min 38 s |
| 2e | Sam Welsford      | Australie   | Team DSM                 | + 0 s           |
| 3e | Mark Cavendish    | Royaume-Uni | Astana Qazaqstan Team    | + 0 s           |
| 4e | Dylan Groenewegen | Pays-Bas    | Team Jayco AlUla         | + 0 s           |
| 5e | Gerben Thijssen   | Belgique    | Intermarché-Circus-Wanty | + 0 s           |
| 6e | Edward Theuns     | Belgique    | Trek-Segafredo           | + 0 s           |
| 7e | Max Walscheid     | Allemagne   | Cofidis                  | + 0 s           |
| 8e | Caleb Ewan        | Australie   | Lotto Dstny              | + 0 s           |
| 9e | Itamar Einhorn    | Israël      | Israel-Premier Tech      | + 0 s           |
| 10e | Giacomo Nizzolo   | Italie      | Israel-Premier Tech      | + 0 s           |

### Classements UCI
La course attribue des points au classement mondial UCI 2023 selon le barème suivant :
| Position           | 1er | 2e  | 3e  | 4e  | 5e | 6e | 7e | 8e | 9e | 10e | 11e | 12e | 13e | 14e | 15e | 16e à 30e | 31e à 40e |
| Classement général | 200 | 150 | 125 | 100 | 85 | 70 | 60 | 50 | 40 | 35  | 30  | 25  | 20  | 15  | 10  | 5         | 3         |